# Jacchinus
Jacchinus is een geslacht van wantsen uit de familie van de Miridae (Blindwantsen). Het geslacht werd voor het eerst wetenschappelijk beschreven door William Lucas Distant in 1893.

## Soorten
Het genus is monotypisch en bevat alleen de volgende soort:

- Jacchinus tabascoensis Distant, 1893